# Мористаун (Индијана)
Мористаун (енгл. Morristown) град је у америчкој савезној држави Индијана.

## Демографија
По попису из 2010. године број становника је 1.218, што је 85 (7,5%) становника више него 2000. године.
| Група             | 2000.         | 2010.         |
| Белци             | 1.116 (98,5%) | 1.185 (97,3%) |
| Афроамериканци    | 0 (0,0%)      | 1 (0,1%)      |
| Азијати           | 1 (0,1%)      | 1 (0,1%)      |
| Хиспаноамериканци | 6 (0,5%)      | 16 (1,3%)     |
| Укупно            | 1.133         | 1.218         |